# الانتخابات النيابية الأردنية 2007
بدأ مليونان ونصف مليون أردني الإدلاء بأصواتهم الثلاثاء 20-11-2007 في الانتخابات النيابية التي تجري كل 4 سنوات، لاختيار 110 نائبا جديدا يخوضها965 مرشحا. يشارك في الانتخابات النيابية لسنة 2007 خمسة عشر محافظة ومنطقة موزعين إلى 45 دائرة انتخابية. ومما يجدر الإشارة له أنه يتواجد في دوائر مختلفة مقاعد للأقليات الشيشانية والشركسية والمسيحية. كما تشهد هذه الدورة وللمرة الثانية على التوالي إدخال مفهوم الكوتا نسائية، حيث تقوم المشرحات بترشيح أنفسهم عن هذه الكوتا وتفوز النساء ذوات أعلى نسبة تصويت بالنسبة إلى دوائرهم. بلغ عدد المرشحين للانتخابات 965 مرشحاً موزعين على المدن التالية:
| المدينة أو المنطقة الانتخابية    | عدد الدوائر الانتخابية | عدد المقاعد |
| -------------------------------- | ---------------------- | ----------- |
| محافظة العاصمة                   | 7                      | 23          |
| محافظة الزرقاء                   | 4                      | 10          |
| إربد                             | 9                      | 16          |
| البلقاء                          | 4                      | 10          |
| الكرك                            | 6                      | 10          |
| عجلون                            | 2                      | 4           |
| المفرق                           | 1                      | 4           |
| الطفيلة                          | 2                      | 4           |
| مأدبا                            | 2                      | 4           |
| جرش                              | 1                      | 4           |
| معان                             | 3                      | 4           |
| العقبة                           | 1                      | 2           |
| بدو الجنوب                       | 1                      | 3           |
| بدو الوسط                        | 1                      | 3           |
| بدو الشمال                       | 1                      | 3           |
| الكوتا النسائية على مستوى الأردن | 1                      | 6           |

## نتائج الانتخابات
محافظة العاصمة (7 مناطق, 23 مقعد باستثناء منطقة بدو الوسط)
المنطقة الأولى
| اسم العضو                    | الانتماء/ الحزب     | مقعد الدائرة |
| ---------------------------- | ------------------- | ------------ |
| خليل عطية (14275 صوتا)       |                     | مسلم         |
| جعفر العبداللات (12141 صوتا) |                     | مسلم         |
| حسن صافي (8118 صوتا)         |                     | مسلم         |
| عزام الهنيدي (4779 صوتا)     | جبهة العمل الإسلامي | مسلم         |

المنطقة الثانية
| اسم العضو                    | الانتماء/ الحزب | مقعد الدائرة |
| ---------------------------- | --------------- | ------------ |
| حمزة منصور (9310 صوتا)       |                 | مسلم         |
| محمد سلمي الكوز (7696 صوتا)  |                 | مسلم         |
| محمد حسين الكوز (7233 صوتا)  |                 | مسلم         |
| يوسف أحمد القرنة (6406 صوتا) |                 | مسلم         |

المنطقة الثالثة
| اسم العضو                      | الانتماء/ الحزب | مقعد الدائرة |
| ------------------------------ | --------------- | ------------ |
| ممدوح العبادي (11469 صوتا)     |                 | مسلم         |
| أحمد الصفدي (10549 صوتا)       |                 | مسلم         |
| عبد الرحيم البقاعي (9730 صوتا) |                 | مسلم         |
| يوسف البستنجي (8263 صوتا)      |                 | مسلم         |
| طارق خوري (6791 صوتا)          |                 | مسيحي        |

المنطقة الرابعة
| اسم العضو                | الانتماء/ الحزب | مقعد الدائرة |
| ------------------------ | --------------- | ------------ |
| خلف الرقاد (18157 صوتا)  |                 | مسلم         |
| حمد أبو زيد (14830 صوتا) |                 | مسلم         |
| نضال الحديد (14681 صوتا) |                 | مسلم         |

المنطقة الخامسة
| اسم العضو                      | الانتماء/ الحزب | مقعد الدائرة |
| ------------------------------ | --------------- | ------------ |
| محمد أبو هديب (12547 صوتا)     |                 | مسلم         |
| أحمد يوسف العدوان (11463 صوتا) |                 | مسلم         |
| سميح بينو (3737 صوتا)          |                 | مسلم/ شركسي  |

المنطقة السادسة
| اسم العضو                 | الانتماء/ الحزب | مقعد الدائرة |
| ------------------------- | --------------- | ------------ |
| نصار القيسي (11736 صوتا)  |                 | مسلم         |
| لطفي الديرباني (9444صوتا) |                 | مسلم         |
| منير صوبر (5558 صوتا)     |                 | مسلم/ شركسي  |

المنطقة السابعة
| اسم العضو                               | الانتماء/ الحزب | مقعد الدائرة |
| --------------------------------------- | --------------- | ------------ |
| عدنان خلف السواعير العجارمة (3924 صوتاً) |                 | مسلم         |

المفرق (1 District, 4 Seats excluding North Bedouins Seats)
المنطقة الأولى
| اسم العضو                           | الانتماء/ الحزب | مقعد الدائرة |
| ----------------------------------- | --------------- | ------------ |
| الدكتور عبد الكريم الدغمي(6658صوتا) | عشائر(بني حسن)  | مسلم         |
| المهندس تيسير شدسفات(5053صوتا)      | عشائر(بني حسن)  | مسلم         |
| الدكتور إبراهيم الحسبان(4324صوتا)   | عشائر(بني حسن)  | مسلم         |
| مفلح الرفالي الخزاعلة(4011صوتا)     | عشائر(بني حسن)  | مسلم         |

محافظة الزرقاء (عشر نواب موزعين على 4 مناطق)
المنطقة الأولى
| اسم العضو                          | الانتماء/ الحزب | مقعد الدائرة |
| ---------------------------------- | --------------- | ------------ |
| ضيف الله القلاب العموش (6562 صوتا) | عشائر(بني حسن)  | مسلم         |
| فواز حمد الله حسن (5049 صوتا)      |                 | مسلم         |
| ميرزا قاسم بولاد (5617 صوتا)       |                 | مسلم/ شركسي  |
| بسام حدادين (1819 صوتا)            |                 | مسيحي        |

المنطقة الثانية
| اسم العضو                       | الانتماء/ الحزب | مقعد الدائرة |
| ------------------------------- | --------------- | ------------ |
| موسى بركات الزواهرة (5411 صوتا) | عشائر(بني حسن)  | مسلم         |
| موسى رشيد الخلايلة(4213 صوتا)   | عشائر(بني حسن)  | مسلم         |
| فرحان نومان الغويري(4002 صوتا)  | عشائر(بني حسن)  | مسلم         |

المنطقة الثالثة
| اسم العضو                      | الانتماء/ الحزب | مقعد الدائرة |
| ------------------------------ | --------------- | ------------ |
| نواف المعلا الزيود (4946 صوتا) | عشائر(بني حسن)  | مسلم         |

المنطقة الرابعة
| اسم العضو               | الانتماء/ الحزب | مقعد الدائرة |
| ----------------------- | --------------- | ------------ |
| مرزوق الدعجة(8000 صوتا) |                 | مسلم         |
| محمد الحاج (5389صوتا)   |                 | مسلم         |

جرش (4 مقاعد، منطقة واحدة)
المنطقة الأولى
| اسم العضو                            | الانتماء/ الحزب | مقعد الدائرة |
| ------------------------------------ | --------------- | ------------ |
| محمد خالد محمد زريقات (5011 صوتا)    |                 | مسلم         |
| مفلح حمد منيزل الرحيمي (4299 صوتا)   | عشائر(بني حسن)  | مسلم         |
| أحمد مصطفى محمود العتوم (3948 صوتا)  |                 | مسلم         |
| سليمان سلامه السعد الخلف (3837 صوتا) |                 | مسلم         |

محافظة البلقاء (عشرة مقاعد موزعة على 4 مناطق)
 المنطقة الأولى 
| اسم العضو                                             | الانتماء/ الحزب | مقعد الدائرة |
| ----------------------------------------------------- | --------------- | ------------ |
| محمود عواد إسماعيل الخرابشة (4282 صوتا)               | عشائري          | مسلم         |
| د. حازم كمال صالح الناصر (4223 صوتا)                  | عشائري          | مسيحي        |
| م.ياسين محمد صالح الزعبي (4220 صوتا)                  | عشائري          | مسلم         |
| بسام محمد أحمد خليفة المناصير العبادي (4215 صوتا)     | عشائري          | مسلم         |
| المحامي مبارك علي مبارك أبو يامين العبادي (3907 صوتا) | عشائري          | مسلم         |
| سليمان علي محمد غنيمات (3319 صوتا)                    | عشائري          | مسلم         |
| فخري اسكندر حنا الداوود (3567 صوتا)                   | عشائري          | مسيحي        |

المنطقة الثانية
| اسم العضو                             | الانتماء/ الحزب | مقعد الدائرة |
| ------------------------------------- | --------------- | ------------ |
| محمود أحمد السعود العدوان (4419 صوتا) | عشائري          | مسلم         |

 المنطقة الثالثة
| اسم العضو                                 | الانتماء/ الحزب | مقعد الدائرة |
| ----------------------------------------- | --------------- | ------------ |
| خالد محمد خليل أبوصيام السطري (2558 صوتا) |                 | مسلم         |

 المنطقة الرابعة
| اسم العضو                      | الانتماء/ الحزب | مقعد الدائرة |
| ------------------------------ | --------------- | ------------ |
| محمد خليل محمد عقل (4657 صوتا) |                 | مسلم         |

محافظة اربد (9 مناطق، 16 مقعد)
المنطقة الأولى
| اسم العضو                                  | الانتماء/ الحزب | مقعد الدائرة |
| ------------------------------------------ | --------------- | ------------ |
| رسمي خضر محمد الملاح (7981 صوتا)           |                 | مسلم         |
| -قاسم محمد قاسم بني هاني (6413 صوتا)       |                 | مسلم         |
| عبد الله مصطفى محمد غرايبة (5863 صوتا)     |                 | مسلم         |
| الدكتور محمد تيسير علي الزناتي (5669 صوتا) |                 | مسلم         |

المنطقة الثانية
| اسم العضو                                 | الانتماء/ الحزب | مقعد الدائرة |
| ----------------------------------------- | --------------- | ------------ |
| عبد الرؤوف سالم نهار الروابدة (3351 صوتا) |                 | مسلم         |
| حسني محمد فندي الشياب (2466 صوتا)         |                 | مسلم         |
| الدكتور راجي نور السعد حداد (2851 صوتا)   |                 | مسيحي        |

المنطقة الثالثة
| اسم العضو                             | الانتماء/ الحزب | مقعد الدائرة |
| ------------------------------------- | --------------- | ------------ |
| عصر إبراهيم محمود الشرمان (4585 صوتا) |                 | مسلم         |

المنطقة الرابعة
| اسم العضو                                  | الانتماء/ الحزب | مقعد الدائرة |
| ------------------------------------------ | --------------- | ------------ |
| أحمد سليم رشيد النجار البشابشة (7589 صوتا) |                 | مسلم         |
| هاشم محمد الطالب الشبول (5571 صوتا)        |                 | مسلم         |

 المنطقة الخامسة 
| اسم العضو                         | الانتماء/ الحزب | مقعد الدائرة |
| --------------------------------- | --------------- | ------------ |
| صلاح محمد يوسف الزعبي (3060 صوتا) |                 | مسلم         |
| يحيى خالد يوسف عبيدات (2845 صوتا) |                 | مسلم         |

المنطقة السادسة
| اسم العضو                                   | الانتماء/ الحزب | مقعد الدائرة |
| ------------------------------------------- | --------------- | ------------ |
| ياسين عبد النعيم محمد بني ياسين (4718 صوتا) |                 | مسلم         |

المنطقة السابعة
| اسم العضو                           | الانتماء/ الحزب | مقعد الدائرة |
| ----------------------------------- | --------------- | ------------ |
| خالد محمود محمد البكار (10959 صوتا) |                 | مسلم         |

المنطقة الثامنة
| اسم العضو                       | الانتماء/ الحزب | مقعد الدائرة |
| ------------------------------- | --------------- | ------------ |
| شرف فرج محمد هياجنة (2409 صوتا) |                 | مسلم         |

المنطقة التاسعة
| اسم العضو                          | الانتماء/ الحزب | مقعد الدائرة |
| ---------------------------------- | --------------- | ------------ |
| محمود محسن فالح مهيدات (2377 صوتا) |                 | مسلم         |

عجلون (4 مقاعد موزعة على منطقتين)
المنطقة الأولى
| اسم العضو                                 | الانتماء/ الحزب | مقعد الدائرة |
| ----------------------------------------- | --------------- | ------------ |
| الحاج ناجح محمد عكاشة المومني (7771 صوتا) |                 | مسلم         |
| محمد طعمة سليمان القضاة (5696 صوتا)       |                 | مسلم         |
| رضا خليل خوري حداد (2129 صوتا)            |                 | مسيحي        |

المنطقة الثانية
| اسم العضو                        | الانتماء/ الحزب | مقعد الدائرة |
| -------------------------------- | --------------- | ------------ |
| أيمن محمد أحمد شويات (3094 صوتا) |                 | مسلم         |

الكرك (6 Districts, 10 Seats)
المنطقة الأولى
| اسم العضو | الانتماء/ الحزب   | مقعد الدائرة |
| --------- | ----------------- | ------------ |
|           |                   | مسلم         |
|           | مسلم              |              |
|           | عبد الله الزريقات | مسيحي        |

المنطقة الثانية
| اسم العضو         | الانتماء/ الحزب | مقعد الدائرة |
| ----------------- | --------------- | ------------ |
| عبد الهادي المجاي |                 | مسلم         |
| مشيل حجازين       |                 | مسيحي        |

المنطقة الثالثة
| اسم العضو | الانتماء/ الحزب | مقعد الدائرة |
| --------- | --------------- | ------------ |
|           |                 | مسلم         |
|           |                 | مسلم         |

المنطقة الرابعة
| اسم العضو | الانتماء/ الحزب | مقعد الدائرة |
| --------- | --------------- | ------------ |
|           |                 | مسلم         |

Fifth District
| اسم العضو | الانتماء/ الحزب | مقعد الدائرة |
| --------- | --------------- | ------------ |
|           |                 | مسلم         |

المنطقة السادسة
| اسم العضو | الانتماء/ الحزب | مقعد الدائرة |
| --------- | --------------- | ------------ |
|           |                 | مسلم         |

معان (3 Districts, 4 Seats excluding South Bedouins Seats)
المنطقة الأولى
| اسم العضو | الانتماء/ الحزب | مقعد الدائرة |
| --------- | --------------- | ------------ |
|           |                 | مسلم         |
|           |                 | مسلم         |

المنطقة الثانية
| اسم العضو | الانتماء/ الحزب | مقعد الدائرة |
| --------- | --------------- | ------------ |
|           |                 | مسلم         |

المنطقة الثالثة
| اسم العضو | الانتماء/ الحزب | مقعد الدائرة |
| --------- | --------------- | ------------ |
|           |                 | مسلم         |

مادبا (2 Districts, 4 Seats)
المنطقة الأولى
| اسم العضو | الانتماء/ الحزب | مقعد الدائرة |
| --------- | --------------- | ------------ |
|           |                 | مسلم         |
|           |                 | مسلم         |
|           |                 | مسيحي        |

المنطقة الثانية
| اسم العضو | الانتماء/ الحزب | مقعد الدائرة |
| --------- | --------------- | ------------ |
|           |                 | مسلم         |

الطفيلة (2 Districts, 4 Seats)
المنطقة الأولى
| اسم العضو | الانتماء/ الحزب | مقعد الدائرة |
| --------- | --------------- | ------------ |
|           |                 | مسلم         |
|           |                 | مسلم         |
|           |                 | مسلم         |

المنطقة الثانية
| اسم العضو | الانتماء/ الحزب | مقعد الدائرة |
| --------- | --------------- | ------------ |
|           |                 | مسلم         |

محافظة العقبة (مقعدين من دائرة واحدة من دون دائرة لدو الجنوب)
 محافظة العقبة
| اسم العضو | الانتماء/ الحزب | مقعد الدائرة |
| --------- | --------------- | ------------ |
|           |                 | مسلم         |
|           |                 | مسلم         |

### المناطق المغلقة لبادية الأردن والتي لا تتبع محافظات المملكة في التقسيمات الأنتخابية
```
(
بدو الشمال ثلاث مقاعد
)
```

| اسم العضو | الانتماء/ الحزب | مقعد الدائرة |
| --------- | --------------- | ------------ |
|           |                 | مسلم         |
|           |                 | مسلم         |
|           |                 | مسلم         |

```
(
بدو الوسط ثلاث مقاعد
)
```

| اسم العضو | الانتماء/ الحزب | مقعد الدائرة |
| --------- | --------------- | ------------ |
|           |                 | مسلم         |
|           |                 | مسلم         |
|           |                 | مسلم         |

```
(
بدو الجنوب ثلاث مقاعد
)
```

| اسم العضو | الانتماء/ الحزب | مقعد الدائرة |
| --------- | --------------- | ------------ |
|           |                 | مسلم         |
|           |                 | مسلم         |
|           |                 | مسلم         |

الكوتا النسائية (ست مقاعد يتم التنافس على مستوى اللملكة)
| اسم العضو                               | الانتماء/ الحزب | مقعد الدائرة | Governorate/ District |
| --------------------------------------- | --------------- | ------------ | --------------------- |
| انصاف أحمد سلامة الخوالدة (الطفيلة)     |                 | نسائي        |                       |
| حمدية نواف فارس القويدر (الكرك)         |                 | نسائي        |                       |
| ريم أحمد قاسم عبد الرزاق (الزرقاء)      |                 | نسائي        |                       |
| ثروت سلامة محمد العمر (الكرك)           |                 | نسائي        |                       |
| ناريمان زهير أحمد الروسان (اربد)        |                 | نسائي        |                       |
| آمنه سليمان عبد الله الغراغير (البلقاء) |                 | نسائي        |                       |